# Korytko kablowe
Korytko kablowe, korytko elektroinstalacyjne – podpora instalacyjna stanowiąca ciągłe podłoże z wygiętymi do góry bokami bez okucia. Stanowi głównie osprzęt elektroinstalacyjny służący do wykonywania instalacji elektrycznych przemysłowych. Przewody układane są w korytkach co umożliwia szybkie wykonanie instalacji, ale jest ekonomicznie uzasadnione dopiero przy prowadzeniu dużej ilości przewodów w jednym ciągu, także wielowarstwowo. Korytka umożliwiają łatwą wymianę przewodów lub rozbudowę instalacji. 
Wykonywane są najczęściej z tworzyw sztucznych lub blachy w postaci perforowanej lub pełnej. Produkowanych jest wiele elementów składowych systemu korytek o różnych szerokościach do 600 mm (elementy proste i rozgałęźne, złącza, uchwyty, osłony, wieszaki itp.) umożliwiających realizowanie różnorodnych układów instalacji w płaszczyznach poziomych odpowiednich pionowych, odpowiednich w konkretnych warunkach. Mogą być zaopatrzone w pokrywy. Perforacja zmniejsza ciężar korytka, polepsza chłodzenie i ułatwia mocowanie przewodów, gdy ich trasa nie jest pozioma.
Ciągi korytek układa się na podporach, mocuje przez podwieszenie bądź też układa się bezpośrednio na ścianach lub sufitach. Przewody wielożyłowe w ciągach poziomych korytek układa się obok siebie bez mocowania. Przewody są wprowadzane i wyprowadzane z korytek przez otwory (perforację) w dnie korytek. W ciągach pionowych przewody tworzące wiązki mocuje się za pomocą odcinków płaskownika perforowanego i śrub. 

Stosowane są coraz częściej siatkowe korytka kablowe. Wykonane są one ze zgrzewanych punktowo drutów stalowych. Do zastosowań w agresywnej atmosferze przemysłowej siatkowe korytka kablowe są laminowane powłoką plastykową. Zaletą korytek siatkowych jest ich niewielki ciężar w porównaniu z korytkami wykonanymi z blachy.

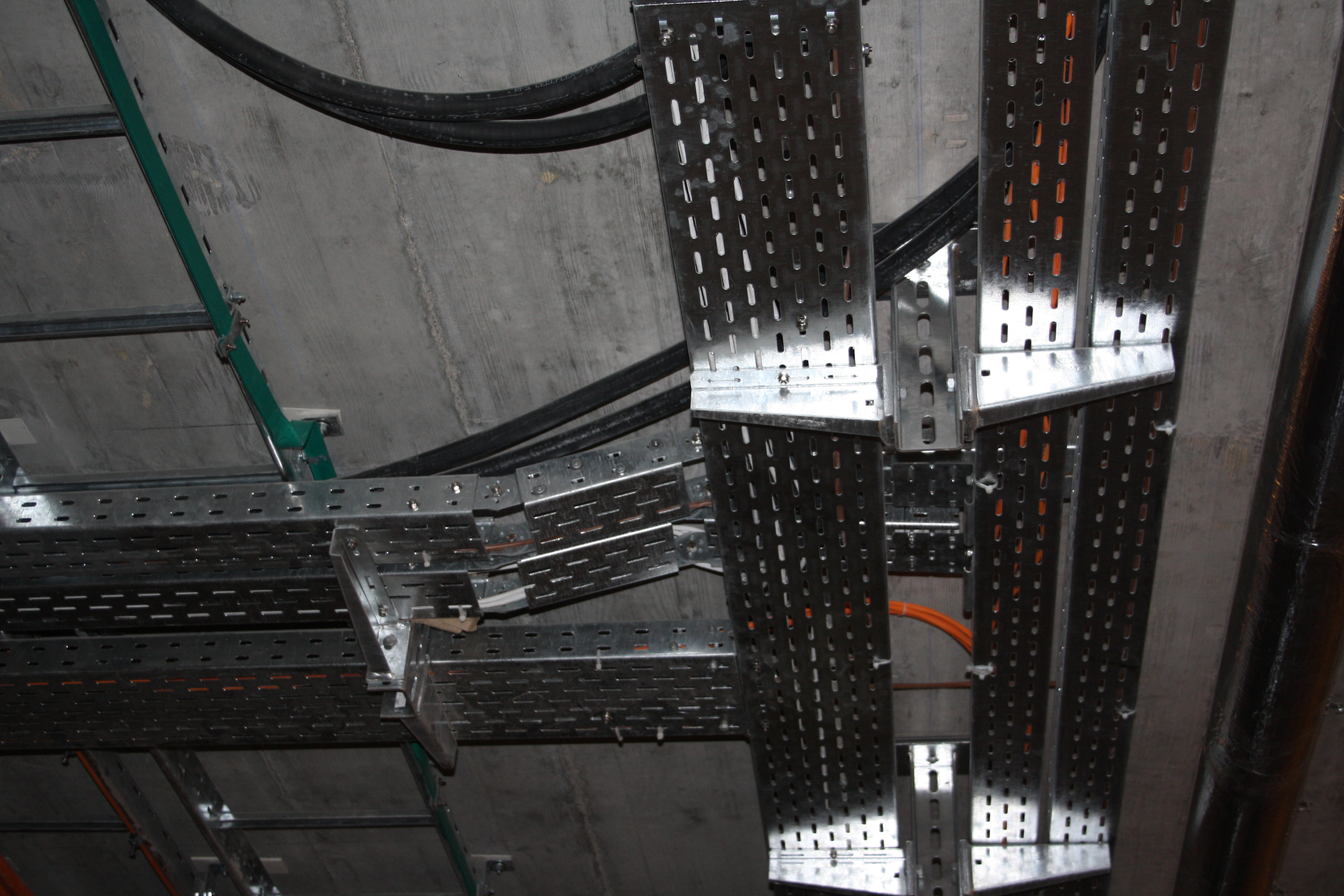
Korytka z blachy perforowanej
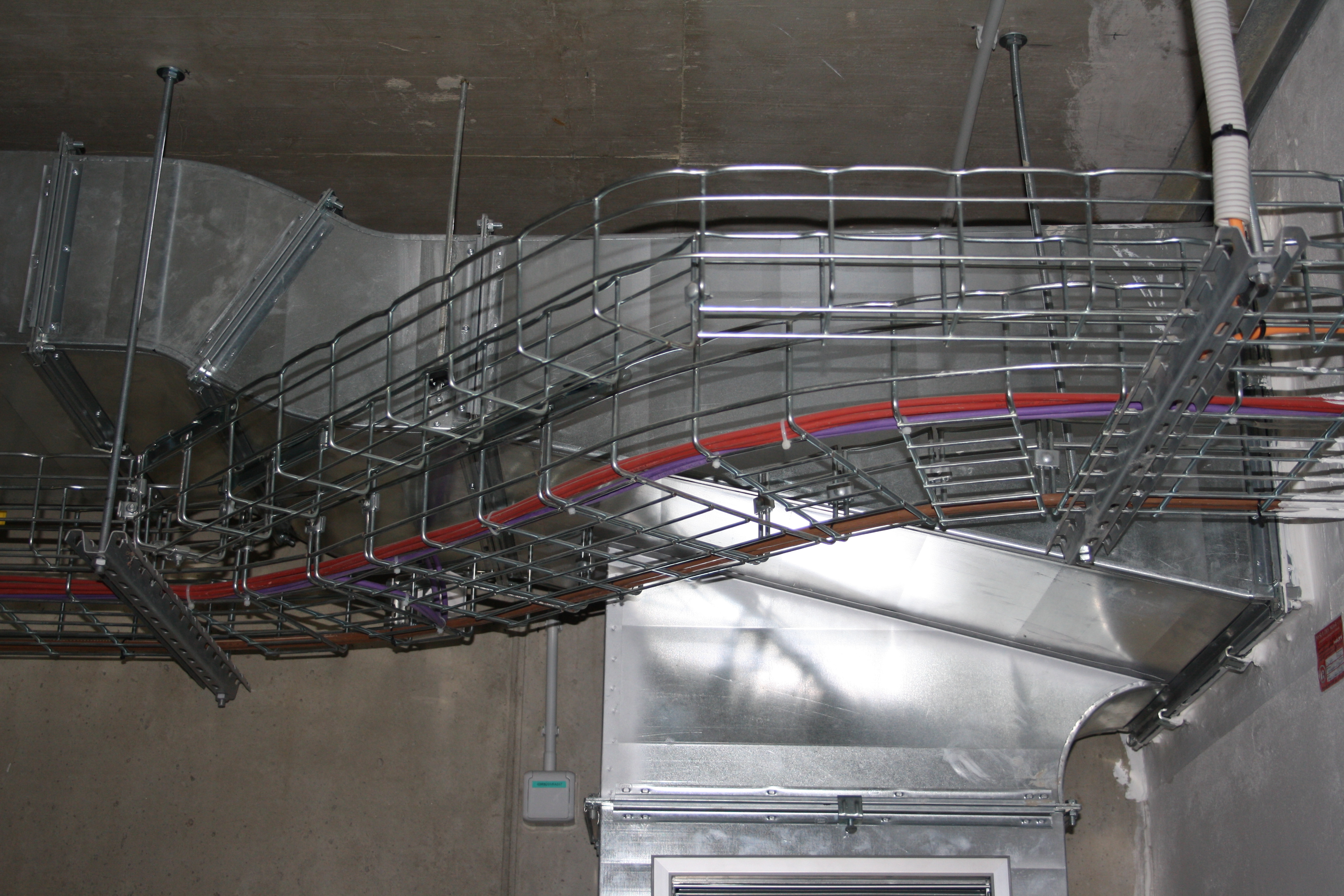
Korytko siatkowe
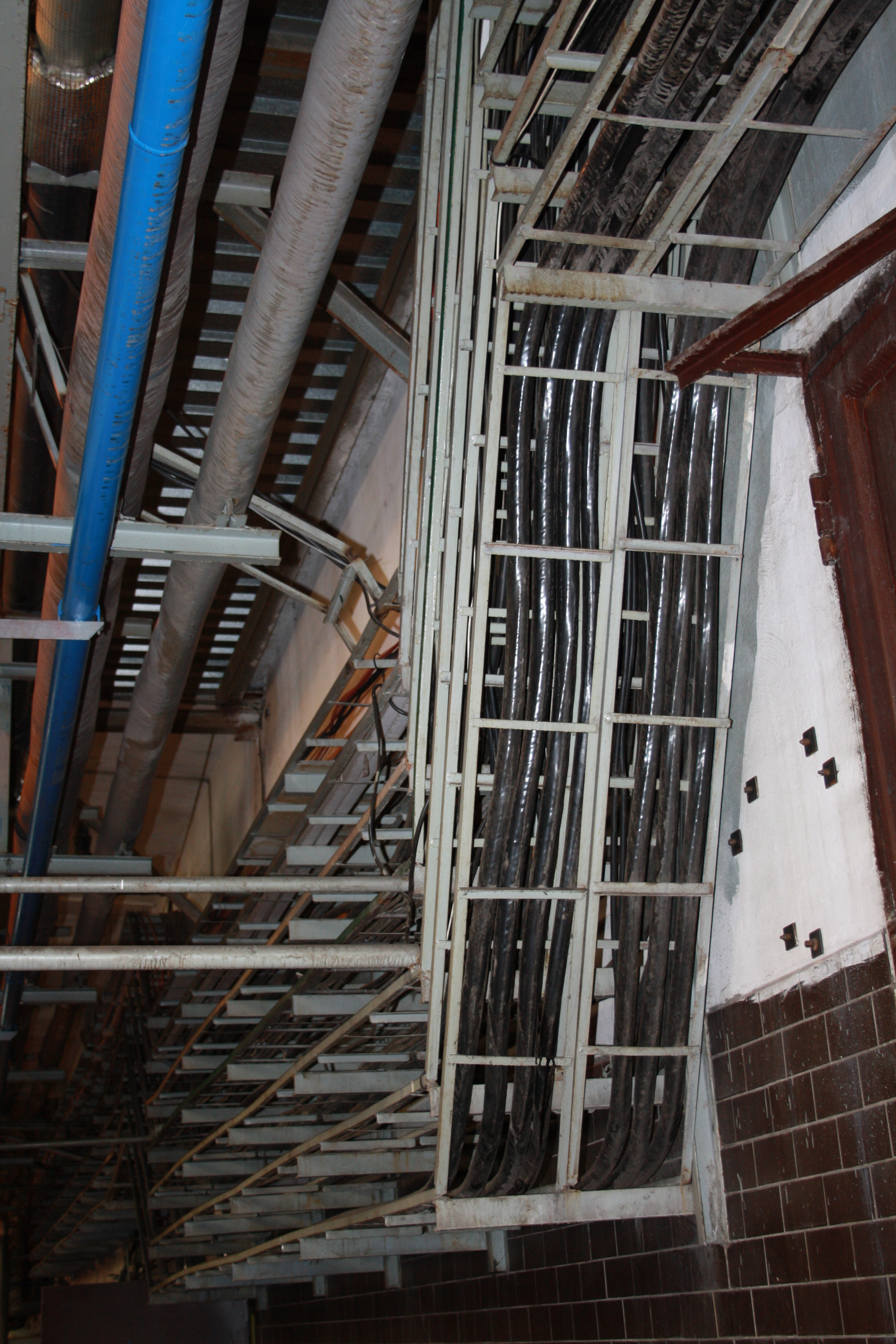
Korytko wielowarstwowe